# Elecciones federales de México de 2018 en Hidalgo
Las elecciones federales en Hidalgo de 2018 se llevaron a cabo el domingo 1 de julio de 2018 de ese año, renovándose los titulares de los siguientes cargos de elección popular que representan a nivel federal al Estado de Hidalgo:
- Diputaciones Federales por Hidalgo: 7 electas por mayoría relativa elegidos en cada uno de los Distritos electorales, mientras otros son elegidos mediante representación proporcional.

- Senadurías por Hidalgo: 2 electas por mayoría relativa elegidos en cada uno de los Distritos electorales, 1 por minoría  y otros son elegidos mediante representación proporcional.

## Resultados electorales

### Elección presidencial
|  | 52.65 % |

|  | 60.99 % |

|  | 4.99 % |

|  | 3.34 % |

|  | 10.38 % |

|  | 13.47 % |

|  | 2.16 % |

|  | 0.92 % |

|  | 15.66 % |

|  | 18.46 % |

|  | 1.03 % |

|  | 1.75 % |

|  | 4.27 % |

|  | 0.03 % |

|  | 0.03 % |

|  | 97.29 % |

|  | 2.71 % |

|  | 100.00 % |

|  | 65.71 % |